# Nicolás De Santis
Nicolás De Santis (Madrid, 18 de marzo de 1966) es un emprendedor de internet español. Es el CEO de Corporate Vision, una consultora de estrategia e incubadora de tecnología. En 2004 se convirtió en el presidente y secretario general del Premio Internacional Gold Mercury, una organización de reconocimiento de think tanks y gobernanza global fundada en 1961.

## Biografía

### Primeros años
Nicolás De Santis es hijo de la actriz española María Cuadra y del productor de cine Eduardo De Santis.

### Emprendedor de Internet
De Santis es uno de los primeros emprendedores de internet. Fue director de marketing y cofundador del portal europeo de viajes en línea Opodo, puesto que dejó en 2003.
Nicolás fue reclutado por Spencer Stuart de beenz.com en 2001 para convertirse en el director de marketing de Opodo, el portal de viajes europeo originalmente copropietario de 9 aerolíneas europeas, incluidas British Airways, Air France, Alitalia, Iberia, KLM, Lufthansa, Aer Lingus, Austrian Airlines y Finnair. Opodo era la versión europea de Orbitz, el sitio web de viajes estadounidense propiedad de varias aerolíneas estadounidenses. En 2008, la facturación de Opodo alcanzó las ventas brutas de 1.300 millones de euros.
Su empresa de internet anterior fue beenz.com (la primera moneda virtual de internet) donde fue director de marketing. De Santis invirtió y se unió a beenz.com en 1999 como uno de los miembros fundadores del equipo. De Santis ayudó a recaudar $100 millones de varios inversores de alto perfil, incluidos Carlo de Benedetti (Grupo Espresso/La Repubblica) y François Pinault, sociedad de cartera Artemis. Beenz se vendió en 2001 a los Estados Unidos Carlson Marketing Group. De Santis lanzó la marca beenz.com en Reino Unido, Estados Unidos, Francia, Japón, Singapur, Italia, Corea, Australia y China. 

### Capitán Euro
En la década de 1990, De Santis trabajó para la Unión Europea bajo el presidente Enrique Barón Crespo donde asesoró sobre cuestiones relacionadas con la identidad europea y el lanzamiento de la moneda del euro. 
Como parte del lanzamiento de la moneda Euro, desarrolló y lanzó el controvertido Capitán Euro, el superhéroe de Europa, diseñado para analizar las percepciones y emociones de los europeos con respecto al federalismo y la identidad europea, y atraer a la gente. Su objetivo era atraer a la juventud europea y defender las virtudes de la integración.
El Capitán Euro dividió fuertemente la opinión pública, y algunos descubrieron que tenía un trasfondo antisemita e ineficaz. De Santis se defendió contra las afirmaciones de antisemitismo, diciendo que su padre fue torturado por los nazis durante la Segunda Guerra Mundial.

### Brand EU Centre
En 2013, De Santis lanzó el Brand EU Centre, una iniciativa independiente pro-UE para mejorar la gestión de la marca de la Unión Europea. El Centro ha sido lanzado con el apoyo del expresidente del Parlamento Europeo, Enrique Barón Crespo, y el inversor estadounidense Todd Ruppert.

### Antecedentes
De Santis comenzó su carrera en Landor Associates (ahora Grupo WPP) donde su padre era socio. Como asesor estratégico, Nicolás ha creado estrategias y visiones para gobiernos, instituciones académicas, marcas globales y nuevas empresas tecnológicas, como: British Airways, Opodo, Morgan Stanley, Iberdrola, Garanti Bank, Coca-Cola, Prisa y la Unión Europea (véase Capitán Euro), entre otros.

### Membresías de la junta y filantropía
De Santis era miembro de la junta directiva de Nasdaq Lyris Technologies, una compañía de soluciones analíticas de marketing digital y CRM. Con sede en Silicon Valley, California, Lyris fue adquirida por AUREA Software, con sede en Texas, en 2015.
En enero de 2013 se unió a la junta de la Red Mundial de Virus (GVN o RMV)) donde es asesor principal. De Santis cree que: "A medida que la población de nuestro planeta crezca exponencialmente, el papel de la GVN en la lucha contra los virus viejos y nuevos se convertirá en un elemento central para prevenir, proteger y curar las generaciones presentes y futuras". 

### Vida personal
Está casado con la diseñadora de trajes de baño estadounidense Melissa Odabash, y tienen dos hijas adolescentes.